# Liste der finnischen Botschafter in Mexiko
Liste der finnischen Botschafter in Mexiko.
| Ernennung Akkreditierung | Name                              | Bemerkungen                               | ernannt von          | Akkreditiert bei der Regierung: | Posten verlassen |
| ------------------------ | --------------------------------- | ----------------------------------------- | -------------------- | ------------------------------- | ---------------- |
| 1949                     | Kalle Jutila                      | Sitz in Washington, D.C.                  | Juho Kusti Paasikivi | Miguel Alemán Valdés            | 1951             |
| 1951                     | Johan Nykopp                      | Sitz in Washington, D.C.                  | Juho Kusti Paasikivi | Miguel Alemán Valdés            | 1958             |
| 1958                     | Richard Rafael Seppälä            | (* 1905; † 1997) Sitz in Washington, D.C. | Urho Kekkonen        | Adolfo López Mateos             | 1961             |
| 1964                     | Algar Rurik Alexander von Heiroth |                                           | Urho Kekkonen        | Gustavo Díaz Ordaz              | 1966             |
| 1966                     | Kai David Somerto                 |                                           | Urho Kekkonen        | Gustavo Díaz Ordaz              | 1969             |
| 1970                     | Klaus Alarik Castrén              |                                           | Urho Kekkonen        | Luis Echeverría Álvarez         | 1972             |
| 1973                     | Erik Olof Törnqvist               |                                           | Urho Kekkonen        | Luis Echeverría Álvarez         | 1978             |
| 1978                     | Juha Olavi Montonen               |                                           | Urho Kekkonen        | José López Portillo             | 1984             |
| 1984                     | Aarni Pentti Juhani Talvitie      |                                           | Mauno Koivisto       | Miguel de la Madrid Hurtado     | 1985             |
| 1985                     | Veijo Kalevi Sampovaara           |                                           | Mauno Koivisto       | Miguel de la Madrid Hurtado     | 1990             |
| 1990                     | Teppo Takala                      |                                           | Mauno Koivisto       | Carlos Salinas de Gortari       | 1994             |
| 1994                     | Kimmo Pulkkinen                   |                                           | Martti Ahtisaari     | Ernesto Zedillo Ponce de León   | 1998             |
| 1998                     | Hannu Uusi-Videnoja               |                                           | Martti Ahtisaari     | Ernesto Zedillo Ponce de León   | 2002             |
| 2002                     | Ilkka Heiskanen                   |                                           | Tarja Halonen        | Vicente Fox Quesada             | 2007             |
| 2007                     | Ulla Väistö                       |                                           | Tarja Halonen        | Felipe Calderón Hinojosa        |                  |